# Типы русских деревянных храмов

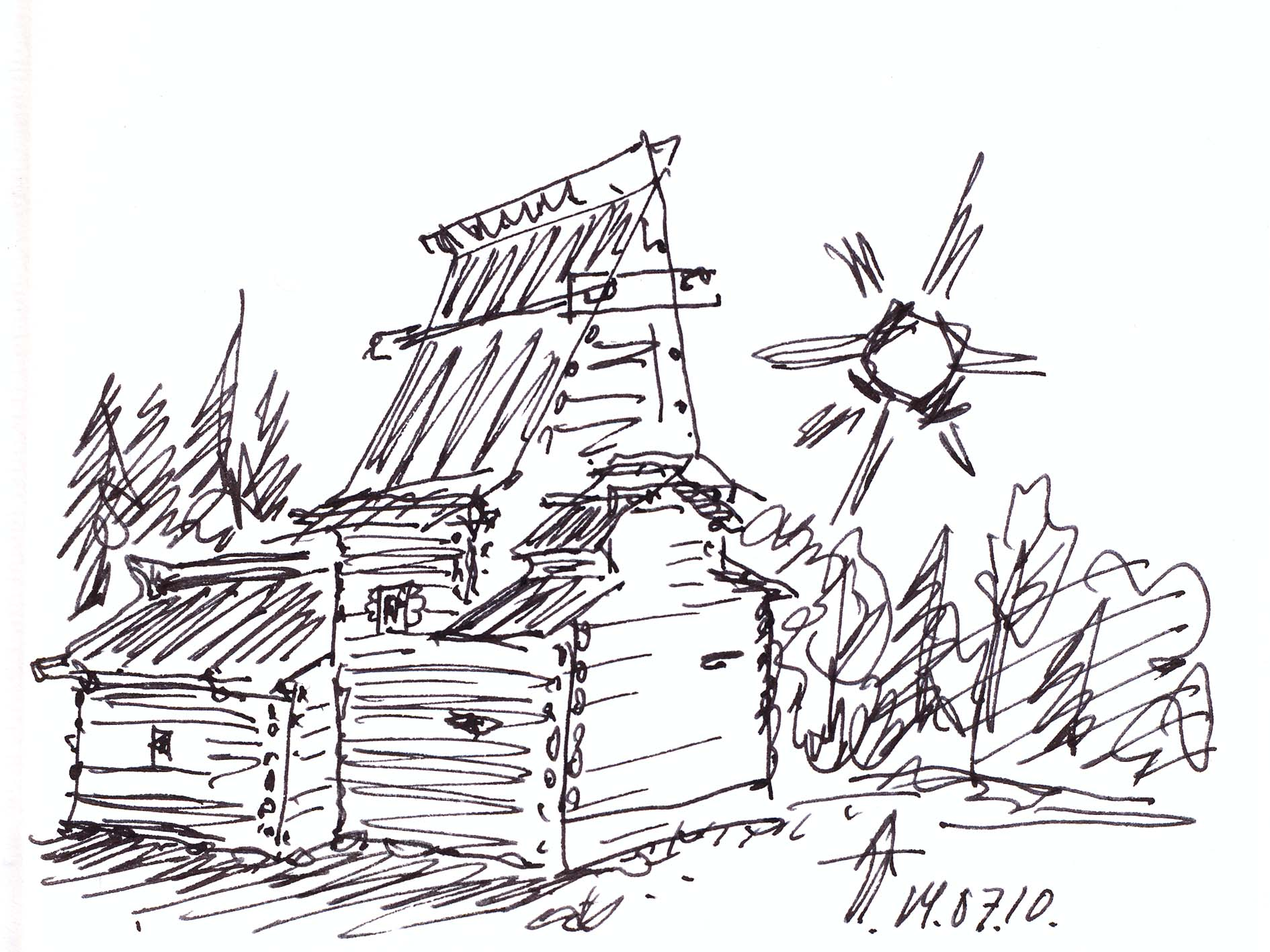
Церковь Ризоположения из села Бородава (1485 год). Рисунок А. В. Попова, отражающий древний вид храма.

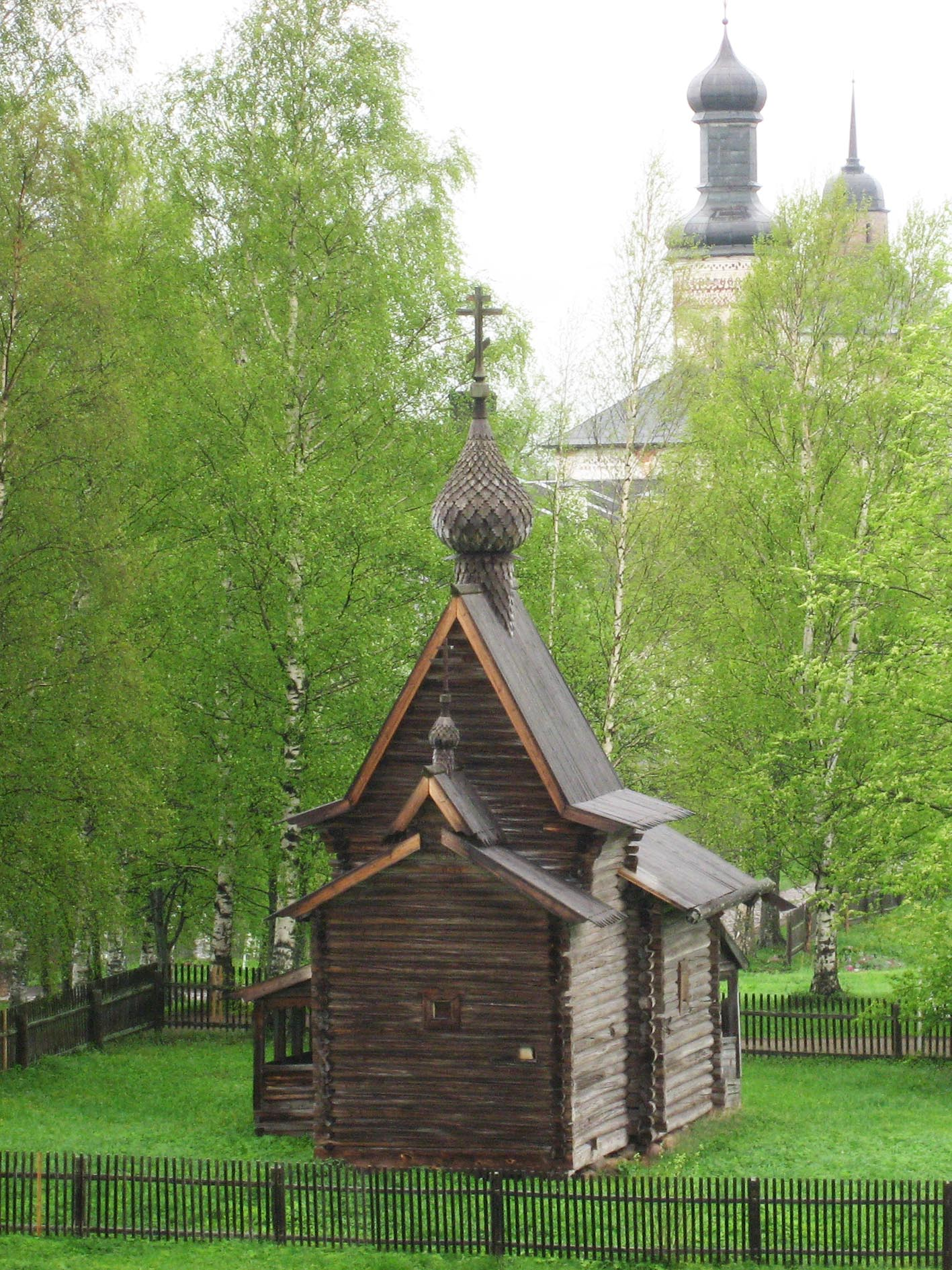
Церковь Ризоположения из села Бородава — древнейший на территории России сохранившийся деревянный памятник с точной датировкой. Фотография мая 2009 года. Согласно последним исследованиям, главки у церкви Ризоположения отсутствовали.

Древнеру́сские деревя́нные хра́мы создавали впечатление монументальности при сравнительно небольших размерах. Большая высота деревянных храмов рассчитана исключительно на восприятие снаружи ввиду того, что их интерьер имел сравнительно небольшую высоту, поскольку был ограничен сверху подвесным потолком («небом»).

## Клетский храм

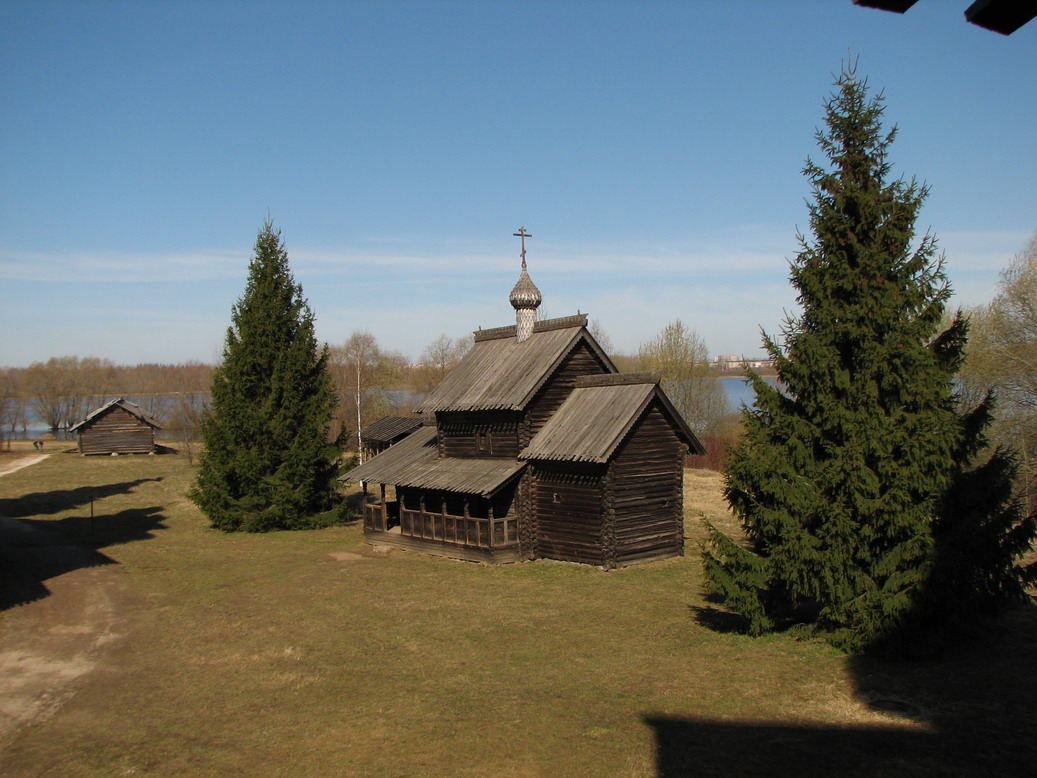
Музей народного деревянного зодчества Витославлицы. Клетская церковь Троицы (1672—1676)

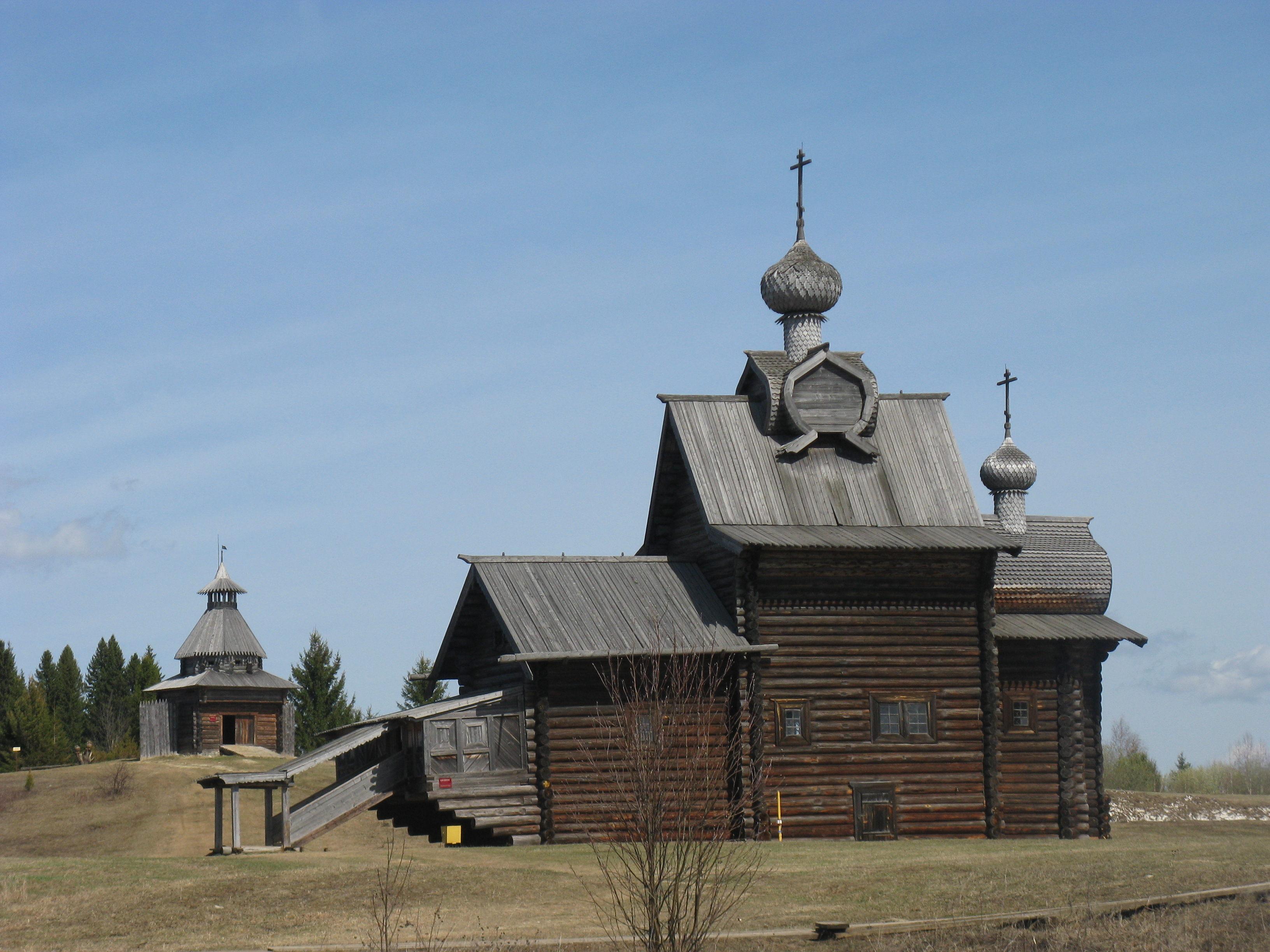
Церковь Преображения (1707) в музее «Хохловка»

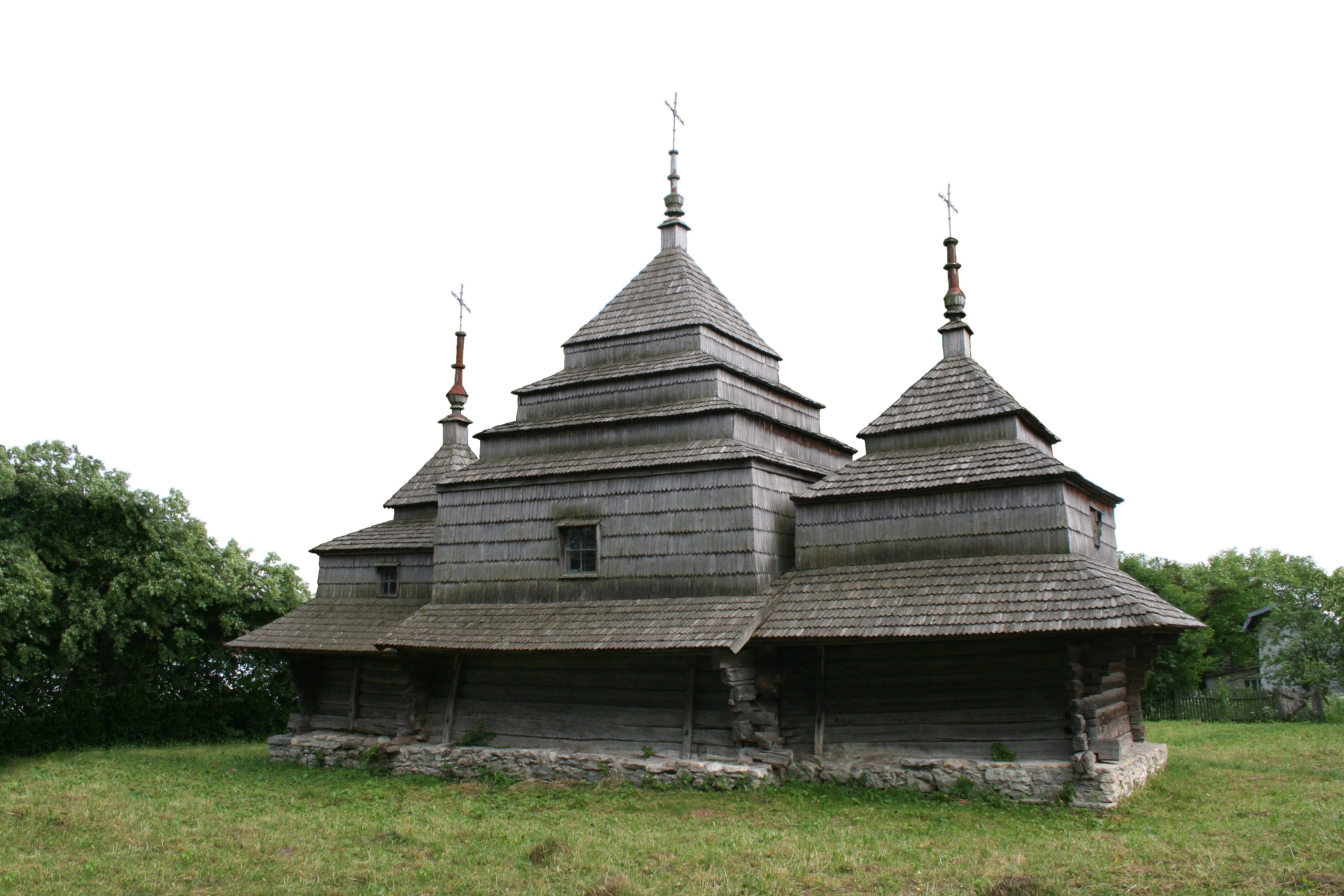
Церковь Святого Василия, село Черче Ивано-Франковской области. XVI век

Клетский храм — один или несколько прямоугольных срубов-клетей, покрытых двускатными кровлями. Наиболее древние из них, к которым, в частности, относится церковь Ризоположения из села Бородава, имели безгвоздевую конструкцию скатов крыш и не имели главок. «Безглавые храмы» на Руси существовали вплоть до XVII века.
До XX века были наиболее распространёнными. Их архитектура имела много общего с жилыми строениями. Составлялись из нескольких прирубленных друг к другу клетей: алтаря, моленного зала, трапезной, приделов, притворов, папертей и колокольни. Число срубов по оси восток-запад могло быть большим. Тогда храмы назывались рублеными «стаей» (церковь в селе Скородум). Основные объёмы храмов рубились «в обло с остатком», алтари — «в лапу».
Ранее считалось, что самый древний сохранившийся деревянный памятник на территории России — церковь Воскрешения Лазаря, ныне находящаяся в Кижах, которая, возможно, была построена во второй половине XIV века, однако исчерпывающих доказательств её возраста нет, и современные специалисты датируют её XIV—XVI веками (официально датируется XV веком). Самый древний сохранившийся деревянный памятник на территории России с точной датировкой — церковь Ризоположения из села Бородава (1485), перенесённая в город Кириллов на территорию Кирилло-Белозерского монастыря. Один из наиболее древних из сохранившихся храмов — церковь Святого Георгия в селе Юксовичи (деревня Родионово (Ленинградская область)), датированная 1493 годом. Все три храма имеют клетский тип.
Примеры:
- Церковь села Спас-Вёжи (1628), перевезена в 1930-х годах в Костромской музей деревянного зодчества (сгорела в 2002 году[5]).
- Церковь Преображения, 1707 год. Из села Янидор Чердынского района Пермского края — входит в архитектурно-этнографический музей «Хохловка»
- Церковь Василия Блаженного в селе Чухчерьма, 1824 год. Архангельская область, Холмогорский район

## Шатровый храм
Варианты шатрового храма:

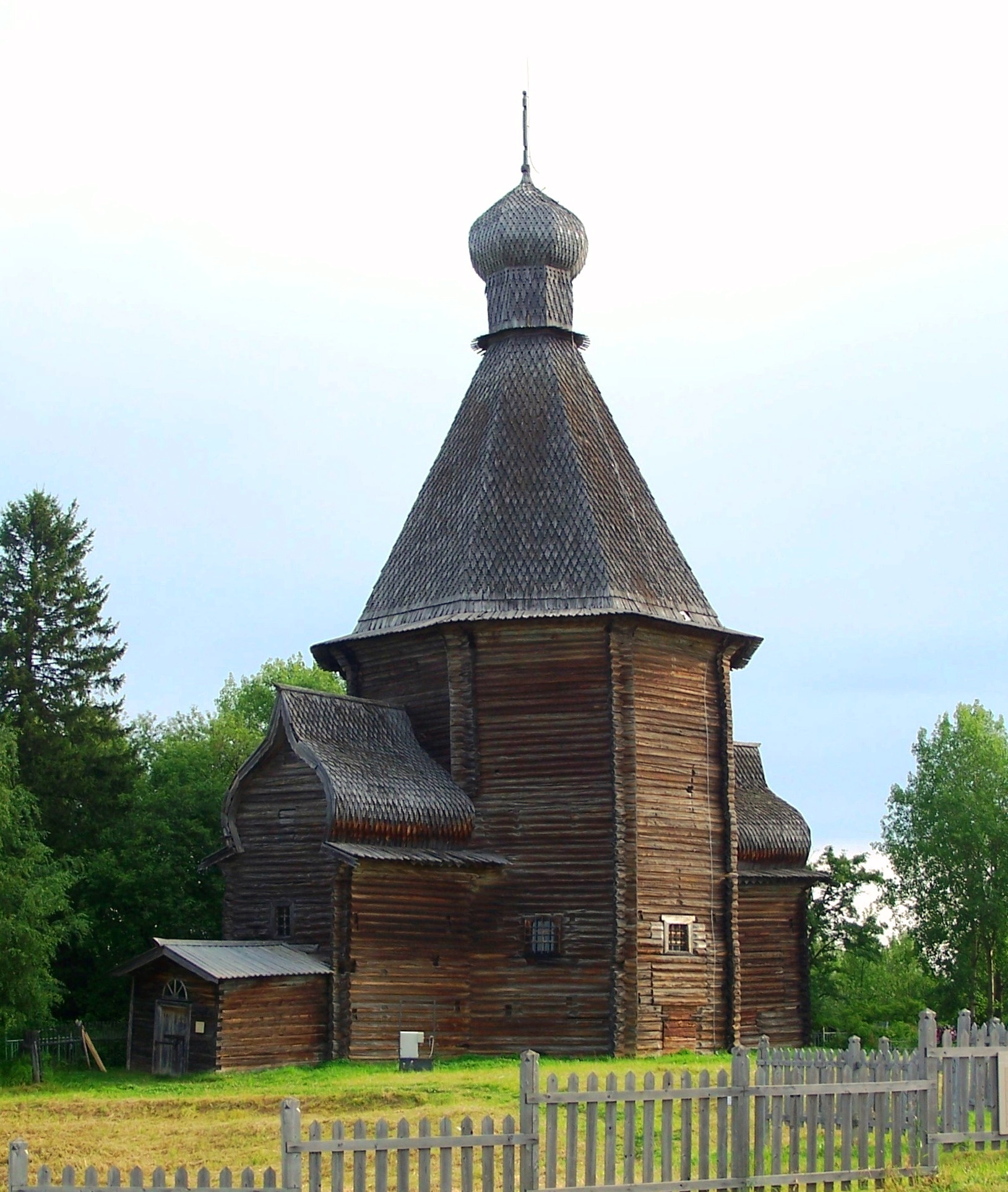
Церковь Николая Чудотворца (1580-е) в селе Лявля в Приморском районе Архангельской области

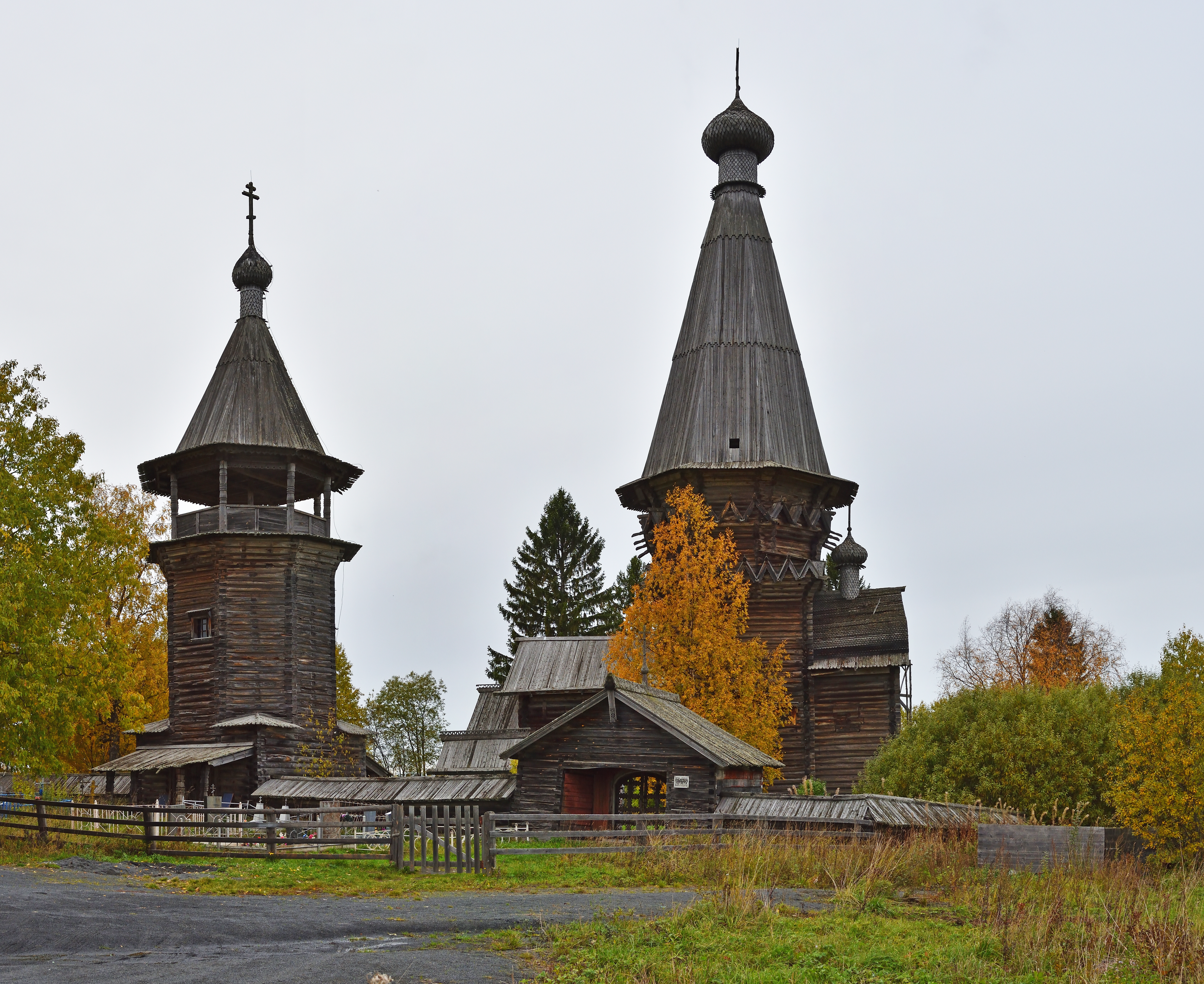
Церковь Рождества Богородицы (1695) в селе Гимрека в Подпорожском районе Ленинградской области

- шатровый восьмерик с прирубами («восьмерик от земли»), создающий образ храма-башни,
- восьмерик на крестообразном в плане основании,
- восьмерик на четверике, когда прямоугольное в плане здание выше переходит в восьмиугольный сруб-восьмерик, перекрытый шатром,
- шатёр венчает не восьмерик, а сруб, имеющий шесть, реже — десять сторон.

Примеры:
- церковь в селе Лявля (1580-е) Архангельской области,
- церковь в селе Панилово (1600) Архангельской области,
- церковь в селе Варзуга (1674) Мурманской области,
- церковь в селе Согинцы (1696) Ленинградской области,
- церковь в селе Пучуга (1698?) Архангельской области,
- церковь в селе Саунино (1665) Архангельской области,
- церковь в селе Большая Шалга (1745) Архангельской области,
- церковь в селе Красная Ляга (1655) Архангельской области,
- церковь в деревне Погост (1787) Архангельской области,
- часовня в деревне Низ (XIX век) Архангельской области.

## Многошатровый храм
Многошатровый храм представляет собой сочетание столпов — восьмигранного и нескольких восьмериков на четверике.
Примеры:
- Церковь Воскресения (1673, не сохранилась) в селе Селецкое Архангельской области[6].
- Троицкая церковь в погосте Ненокса (1727) Архангельской области
- Владимирская церковь (1757) в селе Подпорожье Архангельской области[6].

## Ярусный храм

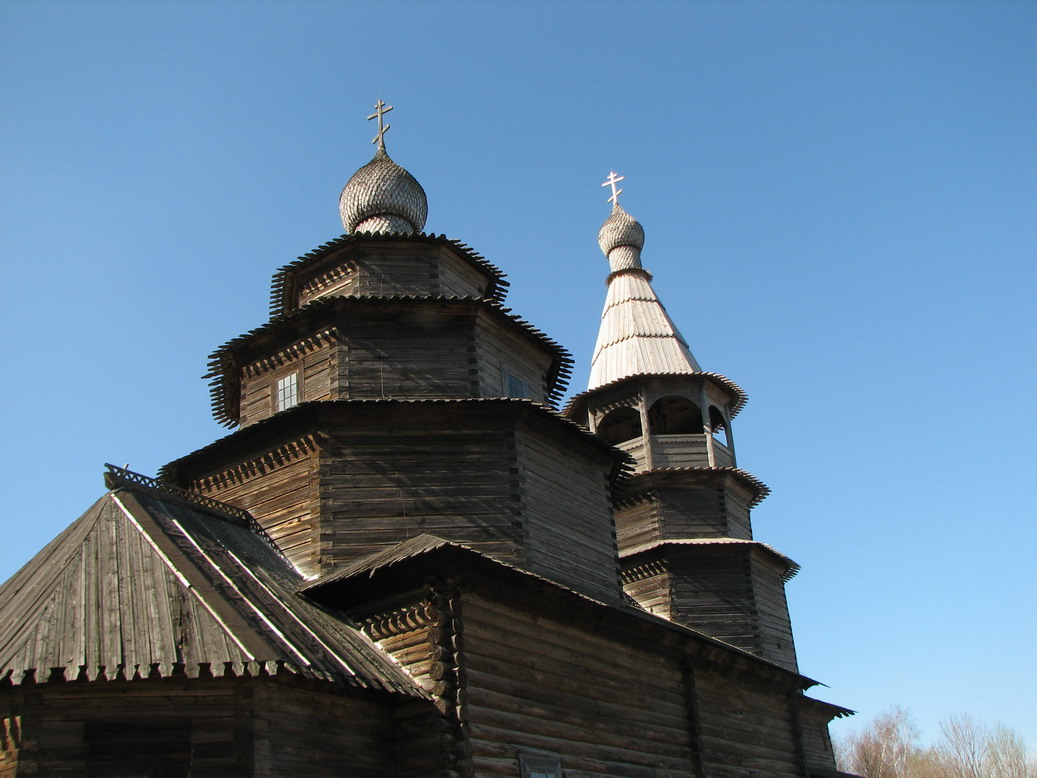
Музей народного деревянного зодчества Витославлицы Ярусная церковь Николы 1757 года из д. Высокий Остров Окуловского района Новгородской области

В XVII—XVIII веках силуэт церквей усложняется введением большего числа ярусов, прирубов к центральному объёму. Постановка церкви на подклет позволяет пристраивать крыльцо, лестницы, галереи.
Ярусный храм — нарастание уменьшающихся четвериков или восьмериков.
Примеры:
- церковь Тихвинской иконы Божией Матери (1653) (она же Старо-Вознесенская церковь) в Торжке Тверской области,
- церковь Рождества Иоанна Предтечи (1697) Ши́ркова погоста Тверской области, где высота здания, равная почти 45 метрам, подчёркнута сокращением четвериков и остротой клинчатых восьмискатных кровель[6],
- церковь Покрова Пресвятой Богородицы (1731) из села Старые Ключищи Кстовского района, в 1970-х перевезена в Нижний Новгород, в музей деревянного зодчества на Щёлоковском хуторе,
- церковь Ильи Пророка на Цыпинском погосте (1755) Вологодской области,
- Петропавловская церковь (Ратонаволок) (1722). Архангельская область, Холмогорский район.

## Многоглавый храм

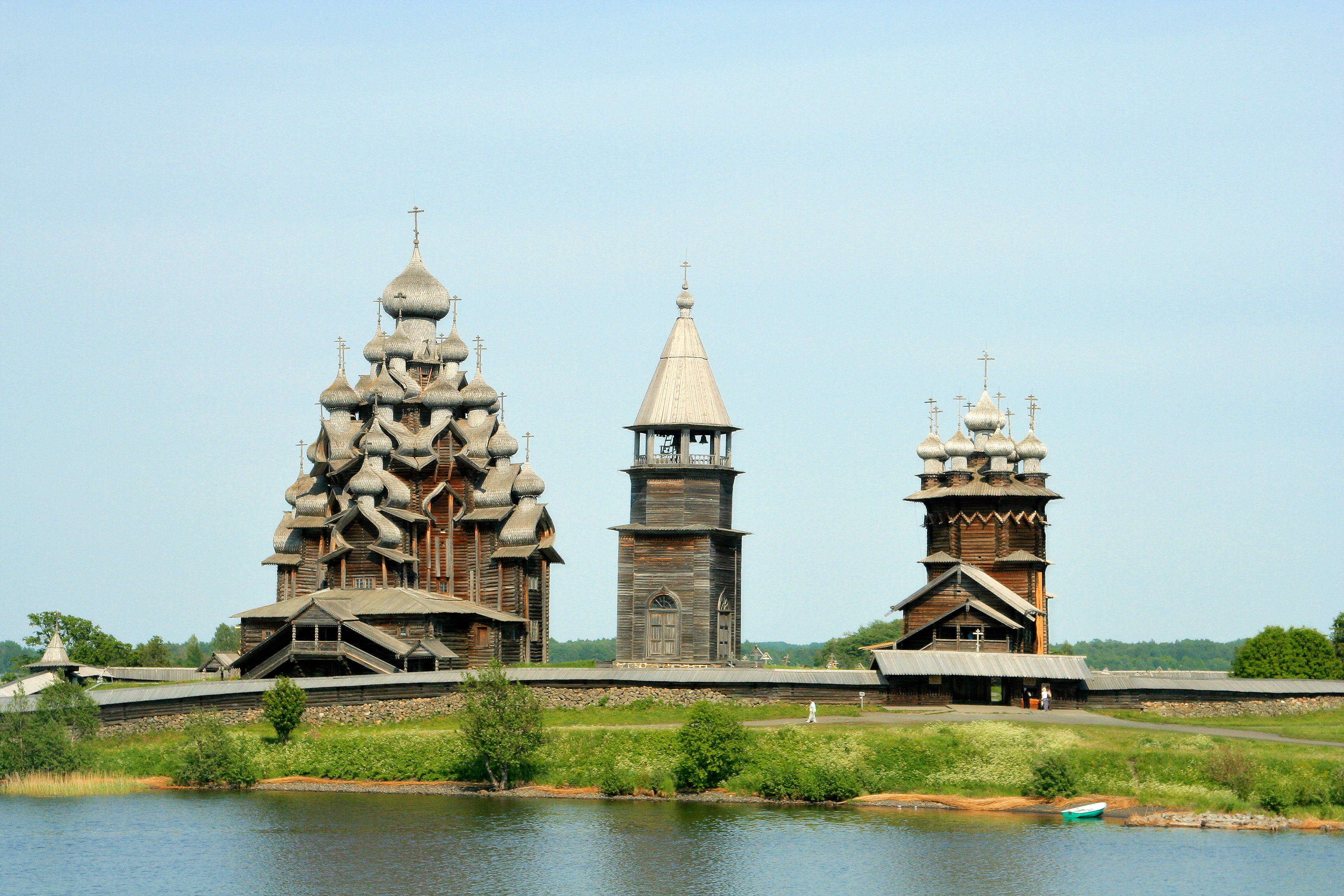
Государственный историко-архитектурный и этнографический музей-заповедник Кижи

Последним этапом развития русского храмового деревянного зодчества стали многоглавые (более 5) храмы, в основе объёмного построения которых лежат ярусный принцип и восьмерик с четырьмя прирубами.
Примеры:
- Ильинская церковь в Чухчерьме (1657) Архангельской области (сгорела в 1930-м).
- Преображенская церковь в Кижах (1714) — 22-главый храм[6],
- церковь Покрова Пресвятой Богородицы (Вытегорский погост), Вологодская область, воссоздана в Невском лесопарке, Ленинградская область (1708 год, сгорела в 1963 году, воссоздана в 2008 году) — 25-главый храм.